# Cheilosia kolomietsi
Cheilosia kolomietsi är en tvåvingeart som beskrevs av Barkalov 1999. Cheilosia kolomietsi ingår i släktet örtblomflugor, och familjen blomflugor. Inga underarter finns listade i Catalogue of Life.